# El matrero
El matrero es una película de Argentina filmada en blanco y negro dirigida por Edmo Cominetti sobre el guion de Manuel Lema Sánchez que se estrenó el 14 de junio de 1924 y tuvo la actuación de Arauco Radal.

## Comentario
Dice Jorge Finkielman que la película:

”tiene una trama dramática hábilmente desarrollada en la que un médico debe resolver el dilema de elegir entre su madre, cuya vida requiere para salvarse una operación urgente, y la de su esposa, expuesta a la pasión enfermiza de un personaje a quien el médico tiene que ayudar.” 